# 1707 Chantal
1707 Chantal è un asteroide della fascia principale. Scoperto nel 1932, presenta un'orbita caratterizzata da un semiasse maggiore pari a 2,2193891 UA e da un'eccentricità di 0,1706982, inclinata di 4,03716° rispetto all'eclittica.
L'asteroide è dedicato a una nipote dell'astronomo belga Georges Roland.